# Valenciennes FC
Valenciennes FC (Valenciennes Football Club) je klub francouzské Ligue 2, sídlící ve městě Valenciennes. Valenciennes FC patří k předním klubům Francie. Klub byl založen roku 1915. Hřištěm klubu je Stade du Hainaut s kapacitou 25 000 diváků.